# マッティア・プレーティ
マッティア・プレーティ（Mattia Preti、1613年2月24日 - 1699年1月3日）はイタリアの画家である。イタリアやマルタで働いた。1660年にマルタ島を拠点に活動した聖ヨハネ騎士団（マルタ騎士団）の騎士の称号を得た後は「イル・カヴァリエール・カラブリア(カラブリアの騎士:Il Cavalier Calabrese)」と呼ばれた。

## 略歴
イタリア南部、現在のカラブリア州カタンザーロ県のタヴェルナで生まれた。兄のグレゴリオ・プレーティ(Gregorio Preti: 1603–1672)も画家であった。 ナポリで、カラヴァッジオの絵のスタイルに追随したカラヴァジェスティと呼ばれる画家の一人、バッティステッロ・カラッチョロの弟子になった。プレーティは生涯、カラヴァッジオのスタイルで描くことになった。
1630年より前に兄のグレゴリオ・プレーティが働くローマに移った。ローマでは多くのカラヴァッジオやその追随者の作品に学び、グエルチーノやピーテル・パウル・ルーベンス、グイド・レーニ、ジョヴァンニ・ランフランコといった少し上の世代の画家の作品も見ることができた。ローマではサンタンドレア・デッラ・ヴァッレ教会やサンカルロ・アイカティナリ教会などの壁画を描いた。
1653年までは主にローマに拠点を置いて働き、1644年から1646年の間のヴェネツィアの仕事や、1651年から1652年の間はモデナの教会の壁画の仕事もした。
1653年からはナポリで働き、ナポリの疫病の流行の後、ナポリの城門に壁画を描いたとされるがその作品は残っていない。1659年にマルタを訪れ、マルタの聖ヨハネ騎士団のグランドマスターのデ・レディン(Martin de Redin: 1590–1660)にマルタに招かれてた。1660年から1661年の間には再びローマでパンフィリ宮殿でピエル・フランチェスコ・モーラやガスパール・デュゲ、フランチェスコ・コッツァらと働いた後、1661年にマルタに移った。デ・レディンは亡くなっていたが後任のグランドマスターに厚遇され、マルタの教会の装飾画を描き、騎士の称号を与えられ、マルタの公式画家として働いた。
マルタのバレッタで没した。

## 作品

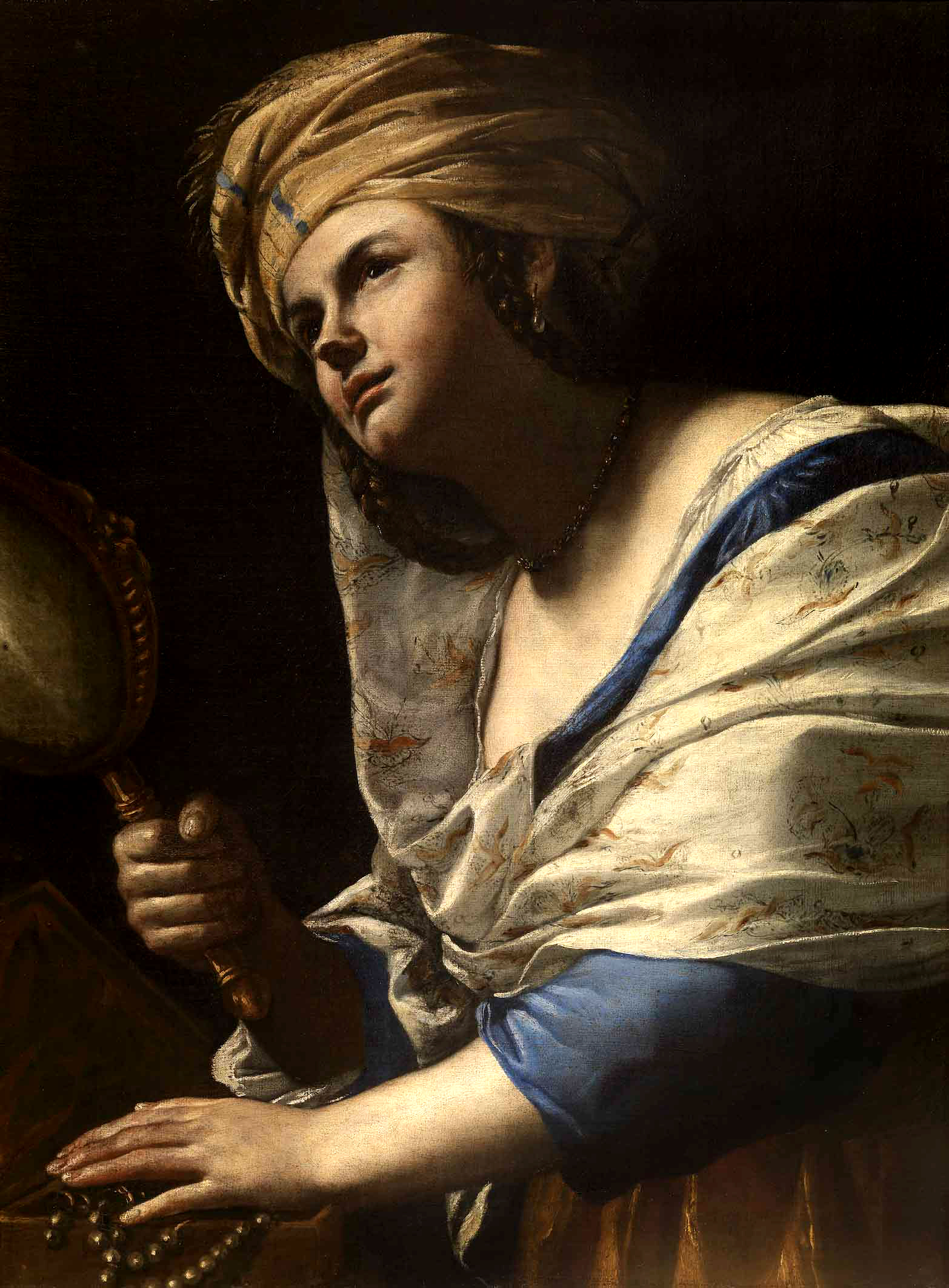
ヴァニタス(1650/1670) ウフィツィ美術館蔵
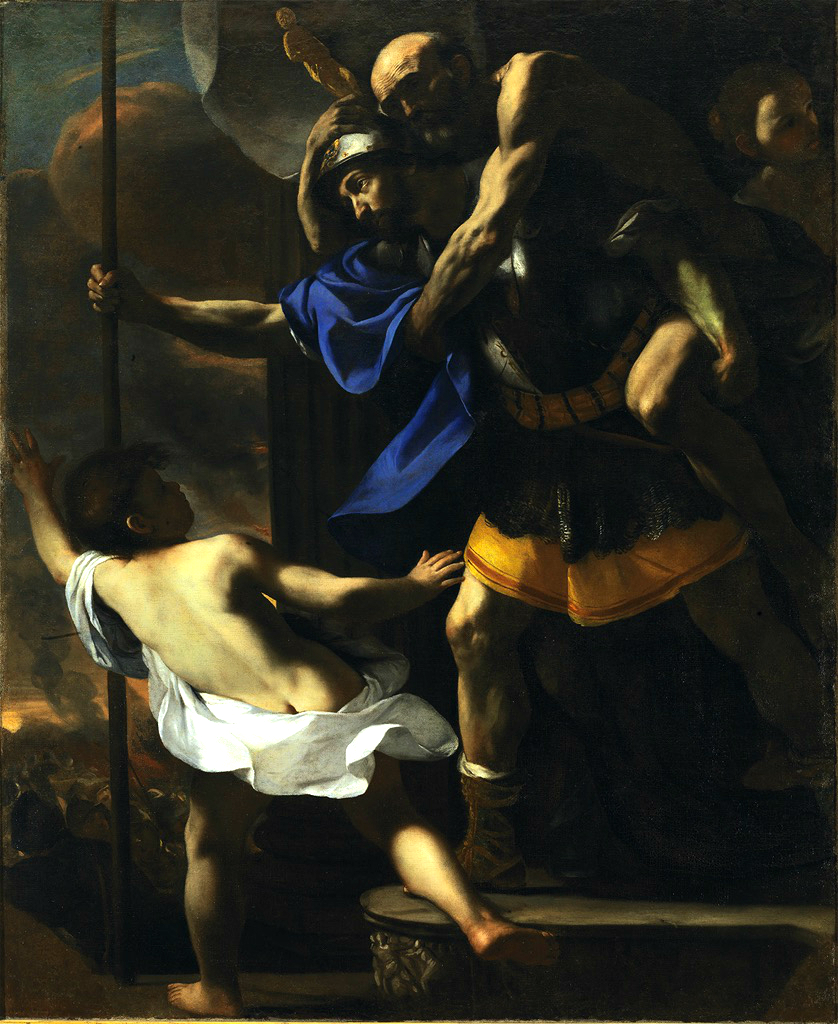
『トロイから逃げるアイネイアース』(1640-1645) バルベリーニ宮国立古典絵画館蔵
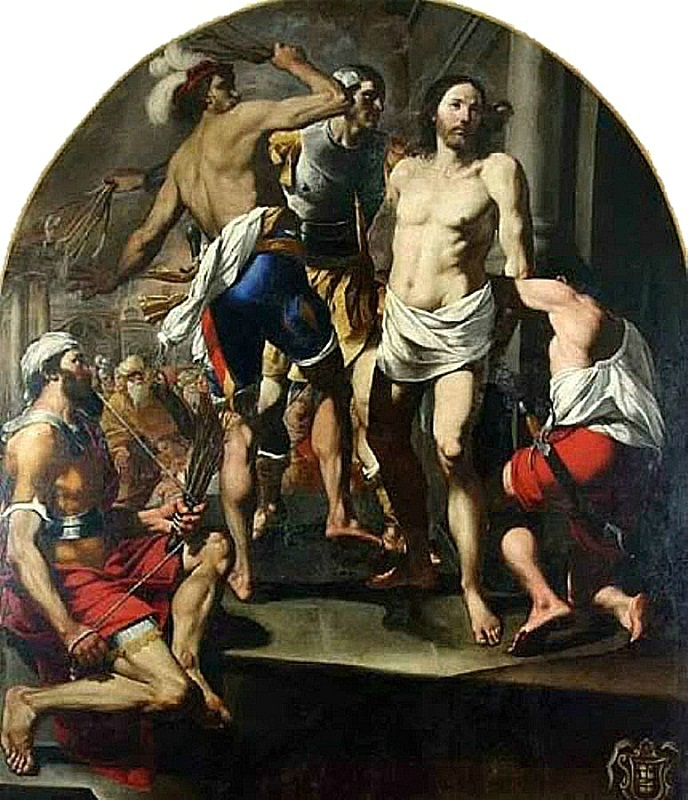
キリストの鞭打ち (c.1640) ローマ、San Giovanni Calibita教会
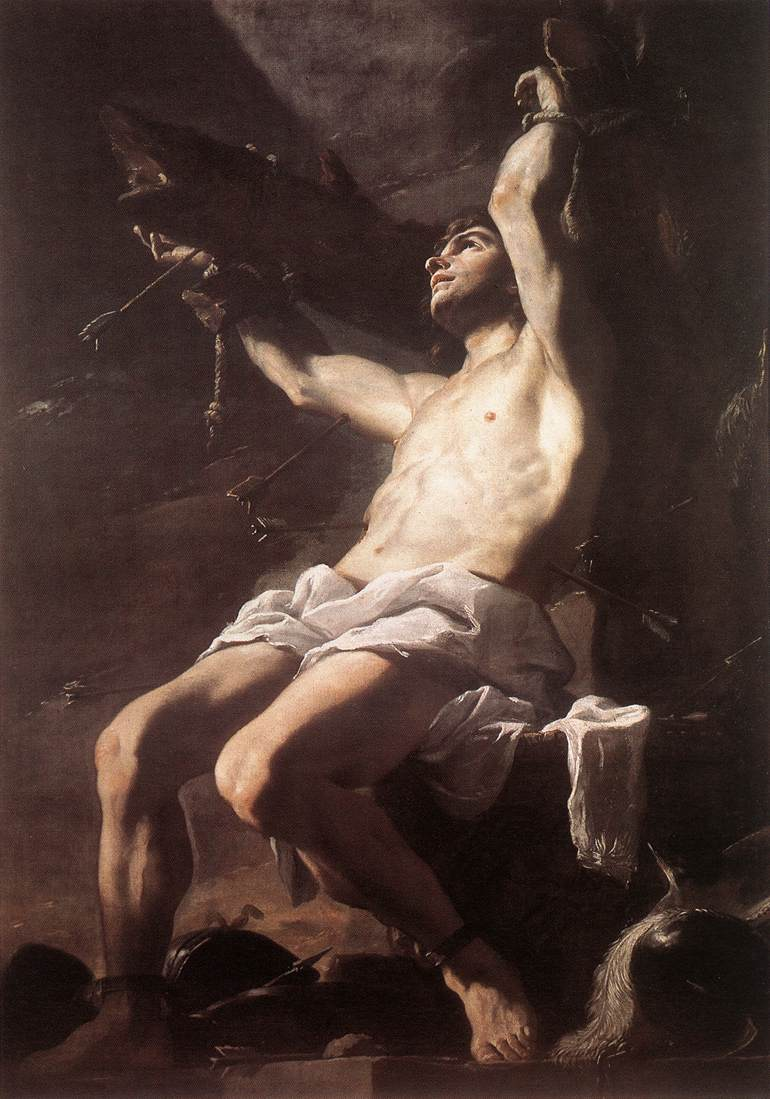
『聖セバスティアヌス』 カポディモンテ美術館蔵

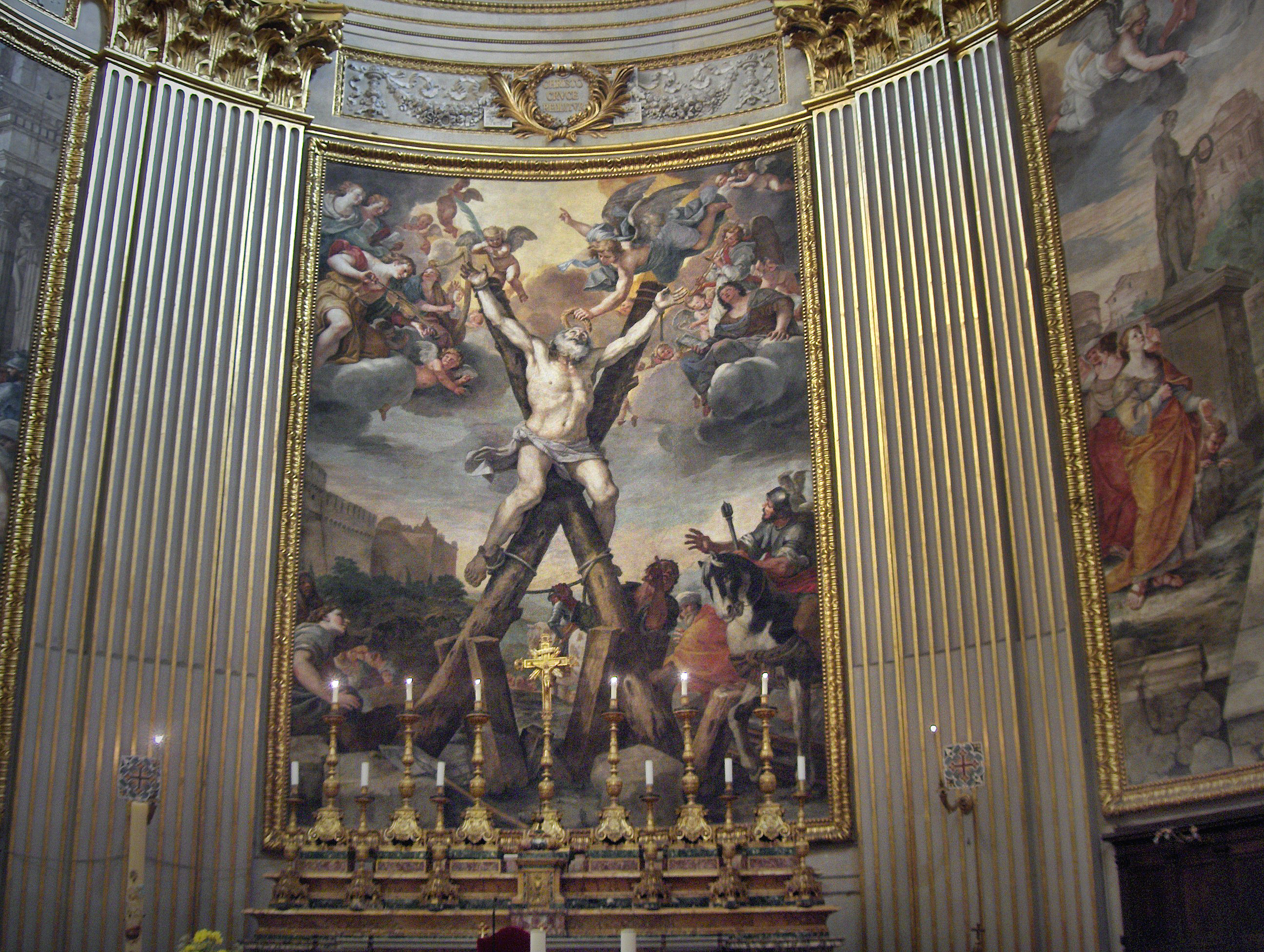
ローマの教会の装飾画
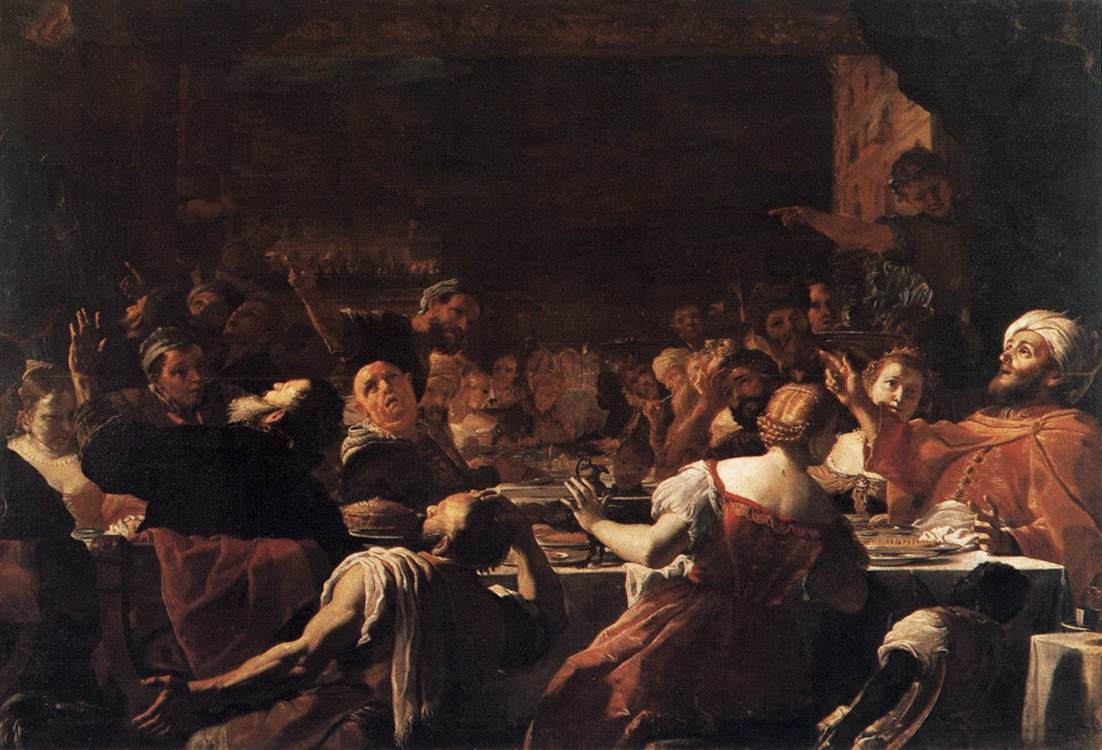
Convito di Baldassarre(1653/1659) カポディモンテ美術館蔵
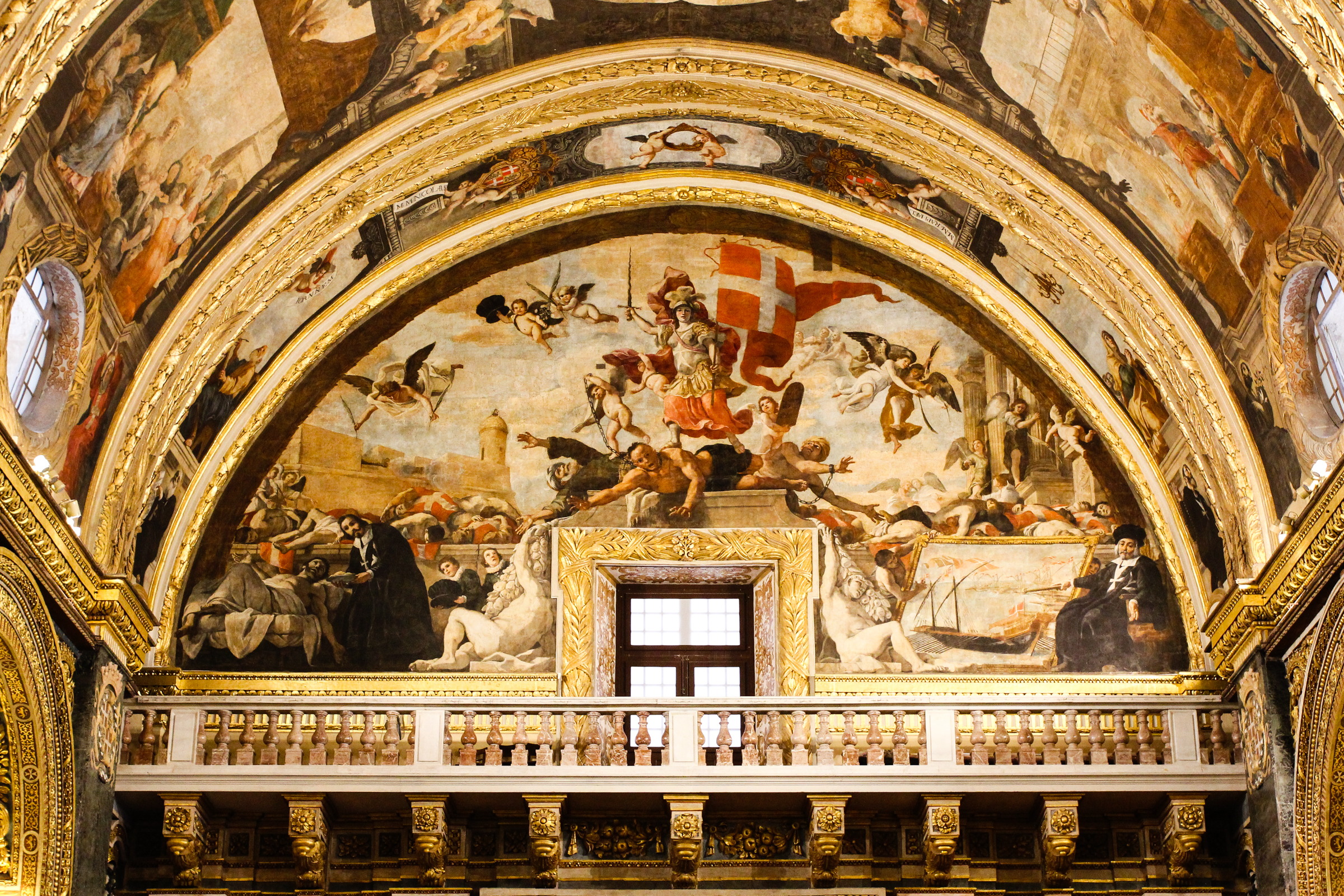
バレッタの教会の装飾画